# Суд над животным
Суды над животными имели место главным образом в средневековой Европе. Эти суды рассматривали поведение животных, представляющее общественную опасность. Так, до наших времён дошли сведения о 92 судебных процессах над животными, состоявшихся во Франции с XII по XVIII век. Такие суды проходили по всем правилам юриспруденции: с адвокатами, свидетелями и прочими судебными формальностями. Затраты на эти суды были такими же, как и в судах, рассматривавших дела людей. В некоторых случаях к обвиняемым применяли пытки.
Иногда смертная казнь могла заменяться продажей животного на скотобойню. Выручка шла на компенсацию ущерба и благотворительность. Однако голова «казнённого» выставлялась в общественном месте в назидание потенциальным «преступникам». При незначительности проступка «преступника» не казнили, а отправляли за решётку. Так, в Австрии собака, покусавшая чиновника, была приговорена к одному году заключения.

## История
Положение о наказании домашних животных, которые нанесли вред жизни или имуществу людей, содержится в тексте Библии (Исход, глава 21).
В 1386 году во французском городе Фалез свинья убила оставленного без присмотра младенца, обглодав ему руку и лицо. Адвокат не смог доказать невиновность обвиняемой или найти смягчающие обстоятельства. Свинье отрубили рыло и переднюю лапу, а затем одели в человеческую одежду и повесили. Всего же в истории Франции известны около 20 приговоров свиньям, повинным в гибели людей. Эта казнь по распоряжению властей была запечатлена в росписи местной церкви Святой Троицы.
В 1389 году к смерти приговорили лошадь, убившую человека.

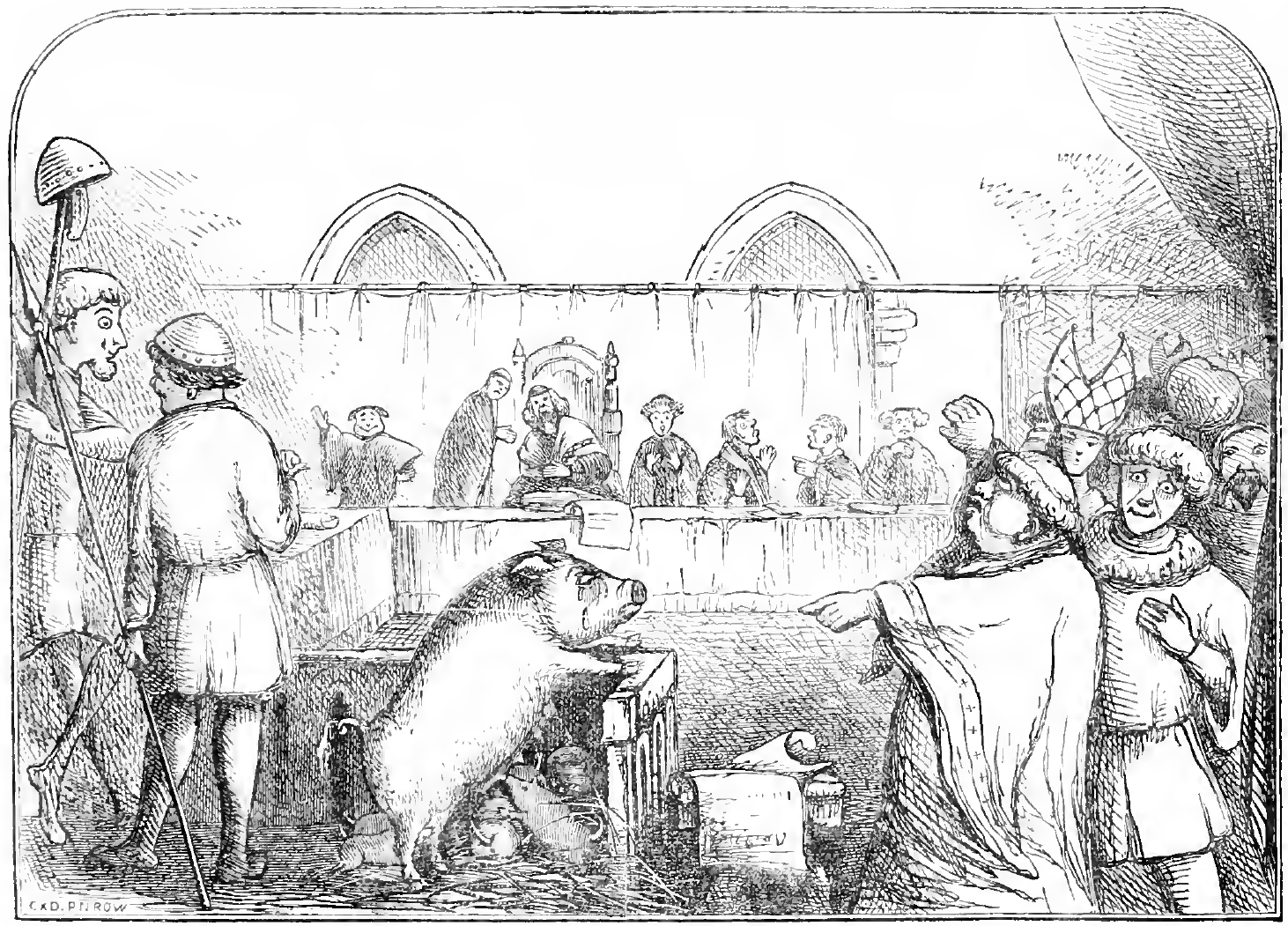
Иллюстрация из «Книги дней Чемберса», изображающая свинью и её поросят, которых судят за убийство ребёнка. 1457 год.

В 1457 году в Савиньи в убийстве 5-летнего мальчика были обвинены свинья и её шесть поросят. Свинья «дала признательные показания» под пытками и её повесили. Поросят оправдали за недостаточностью улик. Из-за их малолетства и «разлагающего влияния матери» было принято решение взять поросят под особый надзор. Хозяин не осмелился дать гарантии их примерного поведения в будущем, поэтому поросят передали в местный женский монастырь.
В 1474 году в Базеле петух снёс яйцо и был обвинён в колдовстве. «Колдуна» и яйцо сожгли на костре.
В Сейлеме (штат Массачусетс, США) в ходе расправ над ведьмами (1652—1653 годы) были также казнены две собаки, обвинённые в колдовстве.
В 1750 году во Франции некто Жак Феррон и его ослица были обвинены в содомии. Обвиняемых застигли на месте преступления. Адвокаты заявили, что животное является жертвой преступления, а не его соучастником. Местный священник показал, что знает ослицу четыре года, и всё это время она была «образцом христианской добродетели». Феррон был повешен, а ослица оправдана.
В декабре 1924 года в Лос-Анджелесе (США) прошёл суд над терьером Дорми, обвиняемым в убийстве 14 кошек. Пять членов суда присяжных проголосовали за смертную казнь обвиняемого. Но семеро присяжных посчитали пса невиновным и он был оправдан.
24 января 1962 года в суде 17-го округа Парижа было рассмотрено дело о преступном поведении обезьяны по кличке Макао, которая залезла через балкон в соседнюю квартиру, уничтожила запас косметики — и, как утверждала хозяйка квартиры, достала из шкатулки и проглотила кольцо с бриллиантом. Владелец обезьяны объявил, что питомец физически не мог проглотить ювелирное изделие таких размеров. После проведения эксперимента (в ходе которого обезьяна схватила и проглотила положенное рядом с ней бутафорское кольцо) животное было признано виновным и владельца обязали выплатить денежную компенсацию.
В 1972 году в Лос-Анджелесе произошёл судебный процесс над трёхлетним шимпанзе, которого требовали признать «опасным для жизни людей диким животным». Шимпанзе был оправдан.
В 1977 году в Непале состоялся судебный процесс над индийским слоном, которого прокурор потребовал приговорить к смертной казни за убийство двух человек, разорение фруктового сада и разрушение жилого дома. Процесс вызвал значительный общественный резонанс. После того, как было установлено, что слона следовало вовремя кормить, животное оправдали. Об этом событии была выпущена специальная почтовая открытка.
В начале 1980-х годов в Бразилии в городе Болен местному жителю запретили посещать кинотеатр с ручным удавом по формально-юридическим основаниям (поскольку на законодательном уровне прямого запрета на посещение кинотеатра с домашними животными в Бразилии в это время установлено не было, запрет на наличие удава в зрительном зале во время киносеанса обосновали тем, что змее ещё не исполнилось 16 лет). В это же время в США в штате Вирджиния состоялся суд над собакой Рикки, которая убила и частично съела овцу. В соответствии с принятым в XIX веке местным законом собаку следовало убить, однако адвокат подал апелляцию. В результате, решение местного суда подтвердил сначала окружной суд, а затем верховный суд штата.
В 1986 году в Перу прошёл суд над попугаями, которых обвиняли в нецензурной брани. Хозяйка отказалась признать свою вину, утверждая, что купила их такими сквернословами. Попугаи были переданы в местный зоопарк для перевоспитания.

## Современное состояние
Отдельные случаи судов над животными имеют место и в наши дни. Также существуют тюрьмы для животных, представляющих опасность для человека (в 1982 году в Канаде была открыта тюрьма для белых медведей, в 1996 году в Индии — тюрьма для обезьян).
В 2004 году в Казахстане по решению суда совершившая нападение на двух человек бурая медведица была пожизненно изолирована в вольере на территории исправительной колонии города Костанай (в ноябре 2019 года её передали в мини-зоопарк на базе отдыха «Абакшино» в городе Петропавловск)
В 2007 году пасечник из Македонии подал в суд на медведя, сломавшего ульи и съевшего часть мёда, с требованием компенсации нанесённого зверем ущерба. Судебный процесс в городе Битола проходил без участия медведя и продолжался больше года. 13 марта 2008 года медведь был признан виновным в краже. Ущерб в размере 140 тыс. денаров был возмещён государством (так как медведь относился к охраняемым видам животных).

## В искусстве
- В фильме «Час свиньи» (англ. The Hour Of The Pig) показан суд над свиньёй во Франции в XV веке.
- Третья глава романа Джулиана Барнса «История мира в 10½ главах» «Религиозные войны» повествует о церковном суде над червями-древоточцами в XVI веке.
- В поэме Льюиса Кэррола «Охота на Снарка» Барристер мечтает о суде над свиньёй, обвиняемой в дезертирстве.
- В одном из эпизодов мультфильма «Том и Джерри» Тома решением суда обезглавливают за то, что он не сумел защитить еду от мышей.
- В фильме «Гарри Поттер и узник Азкабана» гиппогрифа Клювокрыла (Конькура) приговаривают к обезглавливанию за то, что он нанёс Драко Малфою лёгкую травму.
- В романе Букеровского и Нобелевского лауреата Ольги Токарчук «Тащи свой плуг по костям мёртвых[англ.]» главный герой, используя исторические примеры судов над животными, пытается обосновать свою теорию о том, что животные ответственны за недавние местные убийства.